# القرن 2 ق م
قرن 2 ق م هي الفترة الممتدة منذ سنة 200 ق م، وحتى سنة 101 ق م. ضمن العصر الكلاسيكي قديم، في هذا العصر تبدأ الحضارة الهلسنتية بالانتهاء.
الرومان ينتصرون على القرطاجيين في الحرب البونية الثانية ويدمرون مدينة قرطاج وحنبعل يهرب إلى الأناضول وينتحر هناك، وبعد تمكن الرومان من احتلال أيبيريا و قرطاج أصبحوا يوجهون أنظارهم نحو اليونان وبدأ الحروب المقدونية، ويمدد الرومان أراضيهم نحو سلوقية ويجبرون تلك البلاد على عقد صفقات تجارية معهم، ثم يقررون معاداتها ويحاولون إسقاطها والسيطرة على أراضيها، حيث أصبحت الإمبراطورية السلوقية أيلة للسقوط بسبب خطر الرومان من الغرب وخطر الفرثيين الفرس من الشرق والأرمن من الشمال، مع الثورات الداخلية فيها، والرومان أيضاً يمددون أراضيهم نحو غرب البحر الأبيض المتوسط ويبدئون بمحاربة النوميديين. وكذلك أصبحوا يحاربون توغلات القبائل الجرمانية من التيتونيين والكمبريين من الشمال.
في جنوب آسيا انهيار الإمبراطورية الماورية في الهند، بعد مقتل بريهادناتها آخر إمبراطور للماوريين على يد بوشياميترا سونغا إمبراطور سونغا. في الصين أثناء حكم سلالة هان تتمدد حدودها إلى فيتنام وكوريا. و زهانغ قيان يستكشف عدة أراضي في الغرب ويتحالف مع قبائل يوزهي ليحارب قبائل تشيونغ كو.

## الأحداث
- 198 ق م: انتصار السلوقيين ينتصرون على البطالمة قرب بانياس في سوريا ليستعيدوا السيطرة على كامل سوريا وبلاد الشام بطردهم للبطالمة.
- 197 ق م: انتصار الرومان بمعركة كينوسكيفالاي بقيادة فلامينيوس في مقدونيا ليبدأ ضمهم أراضي اليونان.
- 196 ق م: أنطيوخوس الثالث يتوسع في غرب آسيا الصغرى وتراقيا ويبدأ بعقد تحالفات مع روما.
- 195 ق م: الرومان يضمون إسبرطة إلى حكمهم وينهون تمردهم في اليونان.
- 192 ق م: أنطيوخوس الثالث يحتل اليونان وبدأ الحرب الرومانية السورية.
- 191 ق م: الرومان بقيادة مانيوس غلابريوس يتمكنون من طرد السلوقيين من اليونان بعد انتصارهم بمعركة ثيرموبلاي.
- 190 ق م: الحلف بين روما وبيرغامون يودي بانتصارهم في معركة ماغنيسيا قرب مدينة مانيسا في غرب الأناضول يودي بطرد السلوقيين من آسيا الصغرى.
- 189 ق م: انتصار الرومان والبيرغامونيين في حرب غلاطية يودي بطرد كافة القبائل الغالية في مرتفعات الأناضول.
- 188 ق م: بطليموس الخامس يهزم أنخماكيس ويستولي على مصر العليا.
- 185 ق م: سقوط الإمبراطورية الماورية وبدأ حكم الإمبراطورية الشونغائية.
- 183 ق م: تشاو تو من نانياو يعلن نفسه إمبراطوراً ويهاجم الصين.
- 182 ق م: انتحار حنبعل بعد تأكده من معرفة الرومان لموقعه الذي هرب فيه في آسيا الصغرى.
- 180 ق م: ديميتريوس الأول حاكم بختريا يحتل شمال الهند ويؤسس المملكة الهندية الإغريقية.
- 179 ق م: الرومان بقيادة طيباريوس غراكوس يبدئون بضم شبه الجزيرة الإيبيرية بعد إنتصارهم في حربهم ضد قبائل الفاكية والفيتونية.
- 179 ق م: إتفاقية سلام تنهي الحرب بين نانياو والصين.
- 175 ق م: أنطيوخوس الرابع يستولي على حكم سلوقية بعد قتله لشقيقه سلوقس الرابع.
- 174 ق م: قبائل تشيونغنو يهزمون قبائل يوجي ويصلون إلى نهر إيلي بين الصين وكازاخستان حالياً.
- 168 ق م: انتصار الرومان في معركة بيدنا وسقوط حكم الأسرة الأنتيغونية في مقدونيا لينتهي الأمر بإستيلاء الرومان على كافة اليونان.
- 168 ق م: الحلف الروماني البطلمي يودي بانسحاب السلوقيين بقيادة أنطيوخوس الرابع من مصر بعد أن تمكن احتلالها.
- 167 ق م: ميثريدات الأول الفرثي يتوجه نحو بختريا ويتمكن من ضم كل من مرجيانا والآريا في أفغانستان حالياً.
- 164 ق م: بدأ ثورة المكابيين ضد حكم السلوقيين بقيادة يهوذا المكابي.
- 164 ق م: بطليموس السابع يستولي على حكم مصر من بطليموس السادس وهروب الأخير من الإسكندرية إلى روما.
- 164 ق م: وفاة أنطيوخوس الرابع حاكم سلوقية وإبنه أنطيوخوس الخامس ابن التسع سنوات يأخذ الحكم مكانه.
- 163 ق م: بدعم الرومان بطليموس السادس يستعيد الحكم في الإسكندرية وهروب بطليموس السابع إلى ليبيا.
- 163 ق م: تيمارخوس يستقل بكل من بابل وميديا من حكم السلوقيين.
- 161 ق م: دوتوغانمو يهزم إيلالا ملك التاميل ليوسع سيطرته في سريلانكا.
- 161 ق م: ديميتريوس الأول يخلف أنطيوخوس الخامس في حكم الإمبراطورية السلوقية.
- 160 ق م: قبائل ووسون السكيثية تصل إلى نهر إيلي في غرب الصين وبدأ حروبهم ضد قبائل اليوجي.
- 160 ق م: السلوقيين يستعيدون السيطرة على كل من بابل وميديا.
- 158 ق م: قبائل تشيونغنو تبدأ هجومها على شمال الصين.
- 155 ق م: بدأ الحرب اللوسيتانية من الرومان ضد القبائل اللوسيتانية في شبه الجزيرة الإيبيرية.
- 154 ق م: بدأ الحرب النومانثية بين الرومان والقبائل الغالية في شبه الجزيرة الإيبيرية.
- 154 ق م: تمرد الولايات السبعة يودي بحرب أهلية في الصين.
- 152 ق م: الكسندر بالاس يعزل ديميتريوس الأول عن حكم سلوقية بعد دعمه من قبل اليهود المكابيين.
- 150 ق م: بداية تمرد مقدوني بقيادة أندريسكوس ضد روما تودي ببداية الحرب المقدونية الرابعة.
- 149 ق م: القرطاجيين بقيادة حدسروبل يتمردون على روما وبداية الحروب البونية الثالثة.
- 148 ق م: مهرداد الأول حاكم الفرثيين يتمكن من السيطرة على مدينة أحمتا (همدان حالياً) وينهي حكم السلوقيين في ميديا.
- 148 ق م: الرومان يستعيدون السيطرة على مقدونيا وينهون تمرد أندريسكوس.
- 147 ق م: انتصارات اليهود في الثورة المكابية تودي بتأسيسهم لالمملكة الحشمونية وبإستقلالهم الجزئي للاليهودية عن السلوقيين.
- 146 ق م: الرومان ينهون تمرد قرطاجة ويدمرون ويحرقون آخر معالمها القديمة.
- 146 ق م: اندلاع تمرد في الأخائية في اليونان ينتهي باحتلال الرومان لمدينة كورنثوس.
- 141 ق م: وو إمبراطور هان يستلم حكم الصين خلفاً لوالده جينغ.
- 140 ق م: الفرثيون يتمكنون من احتلال بابل ويسقطون مدينة سلوقية تحت سيطرتهم.
- 139 ق م: انتهاء الحرب اللوسيتانية بانتصار الرومان بعد تمكنهم من قتل قائد اللوسيتانيين فرياطوس.
- 135 ق م: اندلاع حرب العبيد الأولى بقيادة يونس السوري في صقلية.
- 133 ق م: وفاة أتالوس الثالث ملك بيرغامون دون وريث له لتؤول حكم مملكته إلى الجمهورية الرومانية.
- 133 ق م: بدأ الحرب الهانية التشيونغونية بعد محاولة الإمبراطور وو احتلال شوجو.
- 133 ق م: ثورة لفقراء روما بقيادة تيبريوس جراكوس تنتهي بمقتله.
- 133 ق م: حصار نومانثيا يودي بانتصار الرومان على القبائل الكلتو إيبيرية واحتلال لشمال إسبانيا.
- 129 ق م: الفرثيون يتمكنون من هزيمة السلوقيين في معركة أحمتا بعد محاولة استعادتهم لميديا وينتهي الأمر بهم لاحتلالهم كافة الهضبة الإيرانية.
- 127 ق م: هيسباوسينز يستقل بجنوب بابل ويؤسس مملكة ميسان.
- 124 ق م: مقتل أردوان دوم حاكم بارطيا بعد إحدى معاركه ضد قبائل يوجي ويخلفه إبنه مهرداد الثاني في الحكم.
- 122 ق م: الفرثيون بقيادة مهرداد الثاني يستعيدون السيطرة على بابل وميسان بعد معاركهم ضد السلوقيين.
- 113 ق م: بدأ الحرب الكمبرية بين الرومان وقبائل الكيمبري والتوتون وذلك بعد عبورهم لضفة نهر دانوب في نوريكوم (النمسا وسلوفينيا حالياً) ومهاجمتهم للقوات الرومانية.
- 112 ق م: الحرب اليوغرطية بين الرومان النوميديين بقيادة يوغرطة.
- 111 ق م: الصين تتمكن من ضم فيتنام لحكمها بعد إنهاء حكم سلالة تريو فيها.
- 110 ق م: تأسيس مملكة حمير في اليمن.
- 109 ق م: مملكة هان تنهي حكم مملكة ديان في يونان وتضمها إلى الصين.
- 108 ق م: مملكة هان تتمكن من احتلال مدينة غوجوسيون ليتمكن الصينيين من حكم شمال شبه الجزيرة الكورية.
- 107 ق م: القنصل الروماني غايوس ماريوس يقر قانون الإصلاحات الماريانية ليزيل كل قيود الانضمام إلى الجيش الروماني.
- 105 ق م: القبائل الكيمبرية والتيوتونية تنتصر على الرومان في معركة أراوسيو (بين فرنسا وإيطاليا حالياً).
- 104 ق م: عمليات إعتاق في صقلية تودي باندلاع حرب العبيد الثانية في صقلية.
- 102 ق م: مملكة هان الصينية تصل إلى مدينة فرغانة في أوزبكستان بعد انتصارها في معركة خيول الجنة التي خاضتها ضد مملكة دايوان.
- 101 ق م: الرومان يتمكنون من احتلال نوميديا بعد انتصارهم في الحرب اليوغرطية ويتوسعون نحو موريطنية (المغرب حالياً).
- 101 ق م: غايوس ماريوس يتمكن من هزيمة التوتونيون في معركة أكواي سكستاي في جنوب شرق فرنسا حالياً.
- 101 ق م: غايوس ماريوس يتمكن من هزيمة قبائل الكيمبريين في معركة فرسياي في شمال إيطاليا حالياً.

## شخصيات من القرن 2 ق م
- أندريسكوس آخر حاكم لمقدونية.
- أنطيوخوس الرابع آخر حاكم قوي للإمبراطورية السلوقية.
- أنطيوخوس السابع آخر ملك للإمبراطورية السلوقية المتحدة.
- أبلونيوس البرغاوي جغرافي يوناني.
- شيشرون خطيب ورجل دولة روماني.
- أبرخش فلكي يوناني.
- يهوذا المكابي قائد ثورة اليهود ضد السلوقيين.
- سولا جنرال وسياسي روماني.
- غايوس ماريوس جنرال وسياسي روماني.
- بيرسيوس المقدوني أخر ملك من الأسرة الأنتيغونية.
- بلاوتوس كاتب مسرحي لاتيني.
- سلوقس السلوقي فلكي هيلسنتي.
- سيما كيان مؤرخ صيني.
- ترنتيوس كاتب مسرحي لاتيني.
- تيوتابود ملك التوتونيين.
- الإمبراطور وو إمبراطور صيني.
- زهانغ قيان دبلوماسي ومستكشف صيني.
- تيبريوس جراكوس سياسي ورجل دولة روماني.
- أبولودورس الأثيني رياضياتي ومهندس يوناني.
- إينيوس شاعر وكاتب روماني.
- أبلونيوس البرغاوي رياضياتي ومنجم يوناني.
- أقراطس المالوسي رياضياتي ولغوي وفلكي وفيلسوف يوناني.
- إبسقلاوس رياضياتي يوناني.
- بانتيوس فيلسوف رواقي رودي يوناني.
- بوليبيوس مؤرخ يوناني.
- بوسيدونيوس فيلسوف ومؤرخ وسياسي ومنجم يوناني سوري.

## الإختراعات
- ورق الكتابة عن طريق الصينيين
- خرسانة رومانية على طريق الرومان
- تذرية بالرياح عن طريق الصينيين
- جبن توفو عن طريق الصينيين